# Issedonen

Weltkarte nach Herodot. Rechts oben im Nordosten sind die Länder der Issedonen, Arimaspen und Hyperboreer, südlich davon die Massageten.

Die Issedonen waren ein antikes zentralasiatisches oder nordasiatisches Volk. Sie wohnten laut Herodot „gerade gegenüber“ den Massageten.

## Lage
Die Issedonen wohnten südlich der Arimaspen, der goldhütenden Greifen und der Hyperboräer, nördlich von diesen erstreckte sich der Okeanos. Die Arimaspen hatten die Issedonen angegriffen, diese wiederum vertrieben die Skythen, welche die Kimmerer vertrieben, „die an dem südlichen Meere wohnen“ (Schwarzes Meer) und so deren Einfall in Kleinasien und Ägypten auslösten (Historien 4, 13).
Nach Historien 4, 23 lebten die Skythen in einem ebenen Land mit fruchtbarem Boden. Jenseits des Skythenlandes wurde der Boden steinig und rau. Nach einer großen Strecke dieses unfruchtbaren Landes erreichte man eine Bergkette, an deren Fuß die Argippaioi wohnten, die von Geburt an kahlköpfig seien. Mit diesen Argippäern standen die Skythen und die Griechen am Borysthenes in Handelsverkehr, brauchten aber Dolmetscher. Das Land jenseits der hohen Berge war aber nur noch aus den Berichten der Argippäer bekannt. Östlich der Argippäer lebten die Issedonen. Nur die Issedonen wussten etwas über die Hyperboräer zu berichten (Historien 4, 26), die nördlich von ihnen lebten.

## Sitten
Die Issedonen galten als gerecht, die Frauen waren den Männern gleichgestellt (Historien 4, 26)
Das Volk soll zeremoniellen Endo-Kannibalismus betrieben haben. Beim Tode eines Mannes wurde sein Fleisch zerschnitten, mit dem von Vieh vermischt und von den Verwandten gegessen. Der Kopf wurde enthaart, gereinigt und dann vergoldet. Dieses Haupt wurde „wie ein Götterbild“ verehrt, ihm wurden jedes Jahr vom Sohn große Opfer dargebracht. Herodot vergleicht dies mit dem Geburtsfest der Griechen (Historien 4, 26).
Grabfunde in altaischen Kurganen (Grabhügeln) scheinen diesen Endokannibalismus zu bestätigen.

## Gleichsetzungen
Nach A. N. Bernschtam sind die Issedonen mit den Wu-sun der chinesischen Quellen identisch. Diese lebten in der „Zungaria“ (Dsungarei, zwischen Altai und Tian Shan).